# 마르크 차크
마르크 차크(독일어: Mark Zak, 1959년 1월 1일~)는 독일의 배우, 작가이다.

## 영화
- 스테레오 (2014년) - 가스파르 역
- 한나를 위한 소나타 (2011년) - 사무엘 카플란 역
- 투어리스트 (2010년)
- 스피드 레이서 (2008년)
- 어둠이 내릴 때 (2006년)
- 페이 그림 (2006년)
- 아그네스와 그의 형제들 (2006년)
- 클림트 (2006년)
- 돈 룩 포 미 (2004년)
- 에너미 앳 더 게이트 (2001년) - 본부의 러시아 대위 역
- 폴라 X (1999년)